# 5447 Lallement
5447 Lallement este un asteroid din centura principală de asteroizi.

## Descriere
5447 Lallement este un asteroid din centura principală de asteroizi. A fost descoperit pe 6 august 1991 la Observatorul Palomar de Henry E. Holt. Asteroidul prezintă o orbită caracterizată de o semiaxă mare de 2,97 ua, o excentricitate de 0,09 și o înclinație de 9,8° în raport cu ecliptica.